# Andreja Koblar
Andreja Koblar, née sous le nom de Grašič le 2 septembre 1971 à Kranj, est une biathlète slovène. Elle a gagné trois courses dans la Coupe du monde et un petit globe de cristal. 

## Biographie
Elle est l'épouse du skieur alpin slovène Jernej Koblar. Participante à trois éditions des Jeux olympiques de 1994 à 2002, elle y présente à trois reprises dans le top dix, terminant cinquième de l'individuel en 1998, ainsi que dixième du sprint et huitième de la poursuite en 2002. Dans les Championnats du monde, elle enregistre comme meilleur résultat une quatrième place sur la mass start en 1999. Elle gagne trois courses en Coupe du monde en 1996 et 1997 à chaque fois sur le format de l'individuel (20 km), dont elle remporte le classement en 1996, synonyme de petit globe de cristal. En 2002, elle obtient son neuvième et dernier podium individuel quatre ans après le huitième à l'individuel d'Antholz. Koblar continue sa carrière jusqu'en 2006, où elle monte sur un podium en relais à Ruhpolding.

## Palmarès

### Jeux olympiques d'hiver
| Édition \ Épreuve      | Individuel | Sprint | Poursuite                        | Relais |
| ---------------------- | ---------- | ------ | -------------------------------- | ------ |
| JO 1994 Lillehammer    | 44e        | 18e    | Épreuve inexistante à cette date | —      |
| JO 1998 Nagano         | 5e         | 12e    | Épreuve inexistante à cette date | 9e     |
| JO 2002 Salt Lake City | 56e        | 10e    | 8e                               | 6e     |

Légende :
- : épreuve inexistante ou non olympique.

### Championnats du monde
| Mondiaux \ Épreuve      | individuel        | Sprint            | Poursuite                        | Départ en masse                  | Relais            | Course par équipes               | Relais mixte                     |
| 1995 Antholz-Anterselva | 18e               | 6e                | Épreuve inexistante à cette date | Épreuve inexistante à cette date | —                 | —                                | Épreuve inexistante à cette date |
| 1996 Ruhpolding         | 11e               | 17e               | Épreuve inexistante à cette date | Épreuve inexistante à cette date | —                 | —                                | Épreuve inexistante à cette date |
| 1997 Osrblie            | 54e               | 22e               | 15e                              | Épreuve inexistante à cette date | 19e               | 18e                              | Épreuve inexistante à cette date |
| 1998 Hochfilzen         | JO Nagano         | JO Nagano         | —                                | Épreuve inexistante à cette date | JO Nagano         | 13e                              | Épreuve inexistante à cette date |
| 1999 Kontiolahti Oslo   | 11e               | 9e                | 9e                               | 4e                               | 13e               | Épreuve inexistante à cette date | Épreuve inexistante à cette date |
| 2000 Oslo               | 16e               | 11e               | 17e                              |                                  | —                 | Épreuve inexistante à cette date | Épreuve inexistante à cette date |
| 2001 Pokljuka           | 7e                | 12e               | 20e                              | 21e                              | 7e                | Épreuve inexistante à cette date | Épreuve inexistante à cette date |
| 2002 Oslo               | JO Salt Lake City | JO Salt Lake City | JO Salt Lake City                | 16e                              | JO Salt Lake City | Épreuve inexistante à cette date | Épreuve inexistante à cette date |
| 2003 Khanty-Mansiïsk    | 27e               | Abandon           | —                                | —                                | 11e               | Épreuve inexistante à cette date | Épreuve inexistante à cette date |
| 2005 Hochfilzen         | 52e               | 44e               | 38e                              | —                                | —                 | Épreuve inexistante à cette date | —                                |

Légende :

 : épreuve inexistante ou absente du programme

— : pas de participation à cette épreuve

### Coupe du monde
- Meilleur classement général : 4e en 1996.
- Vainqueur du classement de l'individuel en 1996.
- 9 podiums en épreuve individuelle : 3 victoires 4 deuxièmes places et 2 troisièmes places.
- 2 podiums en relais : 2 troisièmes places.

#### Détail des victoires individuelles
| Saison / Épreuve | Sprint | Poursuite | Individuel | Mass start | Total |
| 1995-1996        |        |           | Osrblie    |            | 1     |
| 1996-1997        |        |           | Nagano     |            | 1     |
| 1997-1998        |        |           | Östersund  |            | 1     |
| Total            | 0      | 0         | 3          | 0          | 3     |

#### Classements annuels
| Année | Classement général final |
| 1994  | 39e                      |
| 1995  | 8e                       |
| 1996  | 4e                       |
| 1997  | 15e                      |
| 1998  | 6e                       |
| 1999  | 16e                      |
| 2000  | 22e                      |
| 2001  | 31e                      |
| 2002  | 24e                      |
| 2003  | 39e                      |
| 2005  | 34e                      |
| 2006  | 75e                      |

### Championnats d'Europe
- Médaille d'or de l'individuel en 1996.